# Akwaya jezik
Akwaya jezik (tocantins asurini, assuriní, asuriní, asuriní do tocantins, asuriní do trocará; ISO 639-3: asu) jezik porodice tupi-guarani, skupine tenetéhara, kojim govore Indijanci Asuriní do Tocantins s rijeke Tocantins u brazilskoj državi Pará.
Različit je od jezika asuriní do xingú [asn] koji pripada skupini kayabi-arawete. 300 govornika (2001 ISA). Pismo: latinica.

## Vanjske poveznice
- Ethnologue (14th)
- Ethnologue (15th)